# Godefroy de Huy
Pour les articles homonymes, voir Godefroy.
Godefroy de Huy est un orfèvre mosan (né vers 1100- mort vers 1173).
Son atelier se distingue à la fois dans la création de châsses et dans l'émaillerie champlevée. Il utilise dans ses thèmes iconographiques ce qui va être un des signes de reconnaissance et d'identification des artistes mosans : le jeu subtil et suggestif des concordances entre l'Ancien Testament et le Nouveau Testament. Les miniatures de la Bible de Floreffe en offrent un bon exemple. Godefroy de Huy (ou son atelier) est aussi le créateur du chef-reliquaire du pape Alexandre Ier, conservé aux Musées royaux d'art et d'histoire à Bruxelles.

## Réalisations attribuées
| Nom du bien                                                            | Année de fabrication | Lieu d'exposition actuel                    | Illustration | BALaT | Attribution                                                      |
| ---------------------------------------------------------------------- | -------------------- | ------------------------------------------- | ------------ | ----- | ---------------------------------------------------------------- |
| Triptyque de la sainte Croix                                           | 1101 - 1110          | Grand Curtius                               |              | 1     | Attribution par l'IRPA                                           |
| Chef-reliquaire du Pape Alexandre                                      | Vers 1145            | Musée du Cinquantenaire                     |              | 2     | Attribution par l'IRPA                                           |
| Émail de l’Arbre de vie                                                | Vers 1150            | Trésor de la Collégiale de Huy              |              | 3     | Attribution par l'IRPA                                           |
| Fragment du retable de Stavelot: émail "FIDES BABTISMUS"               | Vers 1150            | Museum Angewandte Kunst (Frankfurt am Main) |              | 4     | Attribution par l'IRPA                                           |
| Fragment du retable de Stavelot: émail "OPERATIO "                     | Vers 1150            | Kunstgewerbemuseum Berlin                   |              | 5     | Attribution par l'IRPA                                           |
| Émaux du plat de reliure de l'évangéliaire de Sibylle                  | 1150 - 1160          | Hessisches Landesmuseum Darmstadt           |              | 6     | Attribution par l'IRPA                                           |
| Triptyque de Stavelot (à l'exception des deux staurothèques centrales) | Vers 1170?           | Morgan Library and Museum                   |              |       | Attribution par comparaison au Chef-reliquaire du Pape Alexandre |
| Châsse de Saint Domitien                                               | 1173                 | Trésor de la Collégiale de Huy              |              | 8     | Attribution par l'IRPA                                           |
| Châsse de Saint Mengold                                                | 1173                 | Trésor de la Collégiale de Huy              |              | 9     | Attribution par l'IRPA                                           |